# 穴果木
穴果木（学名：Coelospermum kanehirae）为茜草科穴果木属下的一个种。

## 扩展阅读
- 維基物種上的相關：穴果木